# Bombardier Flexity Outlook

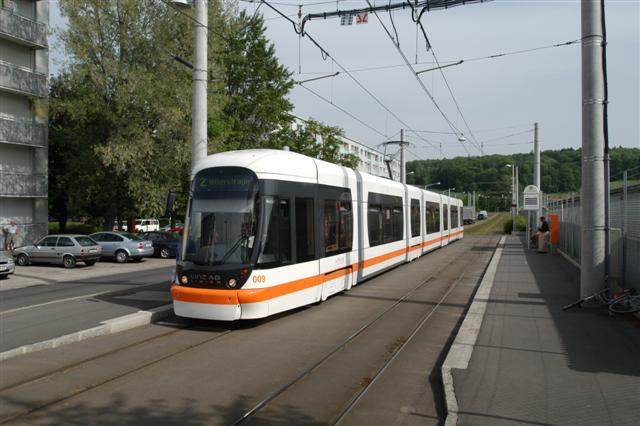
Linz: Bombardier Cityrunner n. 009 sulla linea 2

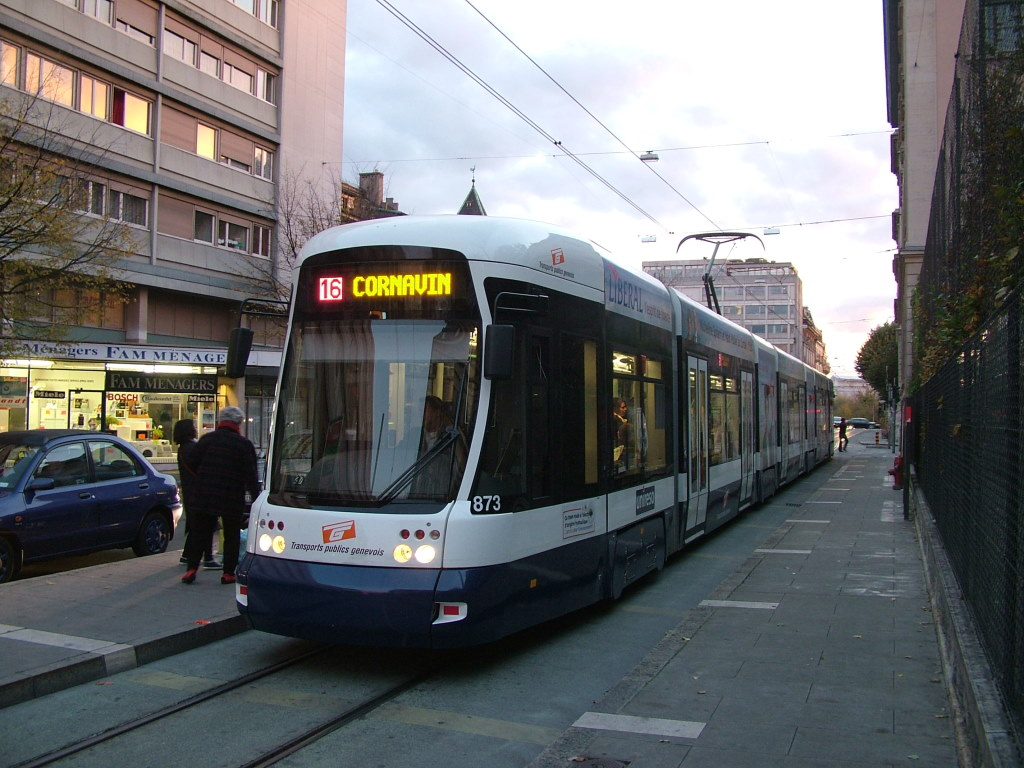
Ginevra: tram snodato Bombardier Cityrunner del TPG n. 873 sulla linea 16

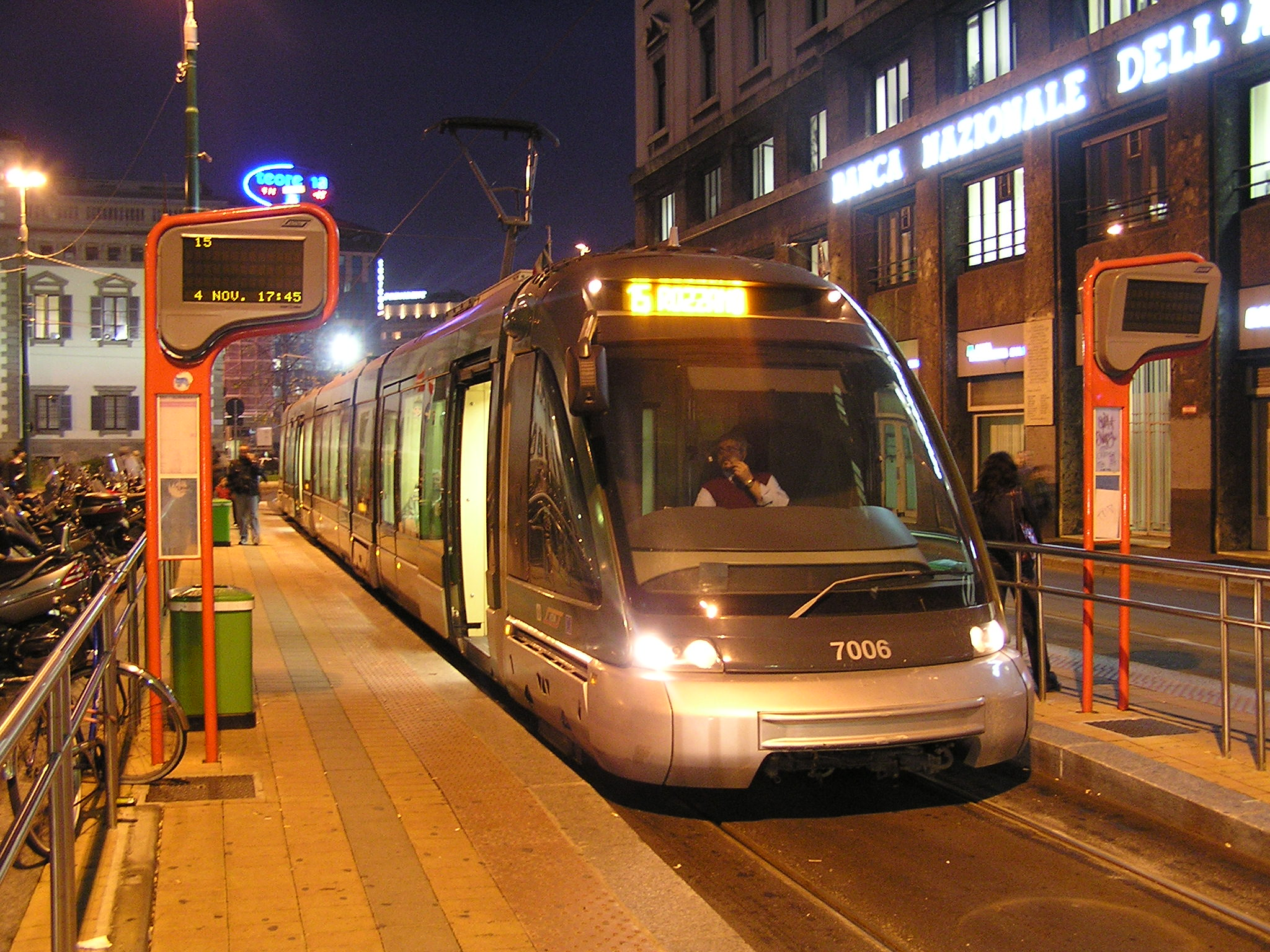
Milano: Bombardier Eurotram Zagato dell'ATM n. 7006 sulla linea 15

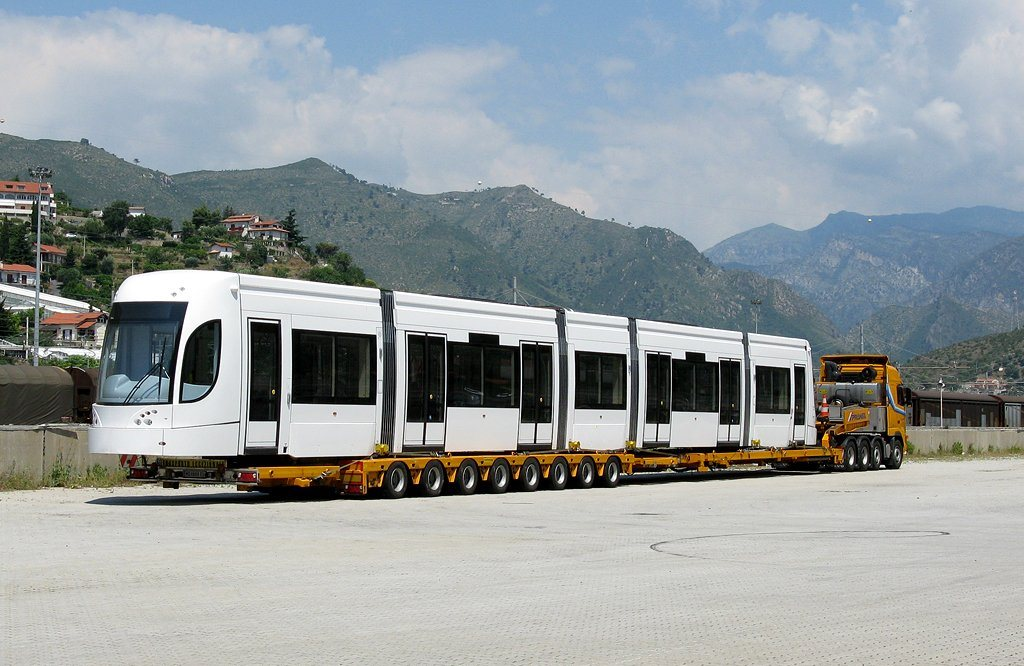
Palermo: Flexity Outlook Cityrunner in corso di consegna

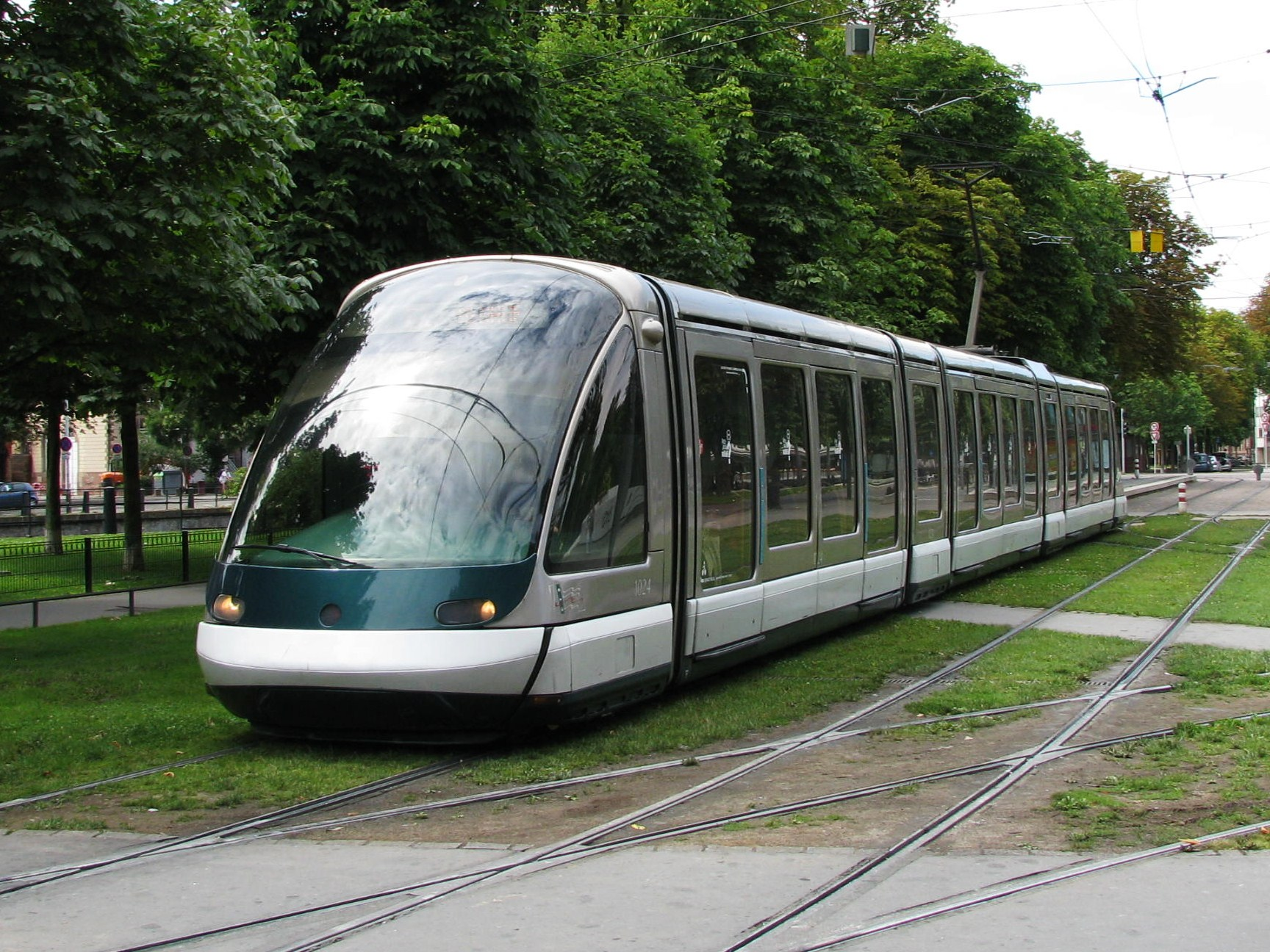
Strasburgo: Bombardier Eurotram

Sotto la denominazione Flexity Outlook l'azienda canadese Bombardier Transportation raggruppa tram pluriarticolati, a pianale totalmente ribassato sempre più impiegati nelle linee cittadine ad alta percorrenza.

## Caratteristiche
Tra i modelli prodotti finora, spiccano il "Flexity Outlook C" o Cityrunner ed il "Flexity Outlook E" o Eurotram: sono modelli uni- o bidirezionali con ampi finestrini e comfort per il passeggero.

### Flexity Outlook C -Cityrunner
Dal 2001 ad oggi è stato utilizzato nelle città di Graz e Linz (Austria), a Łódź (Polonia), a Ginevra (Svizzera) a Eskişehir in Turchia e, a partire da gennaio 2016, a Palermo.

### Flexity Outlook E -Eurotram
Modello certamente più aerodinamico ed innovatore, ha trovato spazio a Milano (sulla linea 15), oltre che a Porto e a Strasburgo. Il design del modello per l'azienda milanese è a cura della Zagato, grazie al lavoro di quest'ultima il tram ha ricevuto il prestigioso riconoscimento "Compasso d'oro per il design" ADI nel 2001.

### Flexity Swift
È usato per esempio a Colonia, Rotterdam e Porto.